# Armazenamento em estado sólido
O armazenamento de estado sólido (às vezes abreviado como SSS, do inglês solid-state storage) é um tipo de armazenamento de computador não volátil que armazena e recupera informações digitais usando apenas circuitos eletrônicos, sem o envolvimento de partes mecânicas em movimento. Isso difere fundamentalmente do armazenamento eletromecânico tradicional, que registra dados usando mídia de movimento rotativo ou linear revestida com material magnético.
Os dispositivos de armazenamento de estado sólido normalmente armazenam dados usando memória flash não volátil programável eletricamente, no entanto, alguns dispositivos usam memória de acesso aleatório (RAM) volátil. Sem partes mecânicas móveis, o armazenamento de estado sólido é muito mais rápido que o armazenamento eletromecânico tradicional. Como desvantagem, o armazenamento de estado sólido é significativamente mais caro e sofre com o fenômeno de amplificação de gravação.
Os dispositivos de armazenamento de estado sólido vêm em vários tipos, fatores de forma, tamanhos de espaço de armazenamento e opções de interface para atender aos requisitos de aplicativos para muitos tipos diferentes de sistemas e dispositivos de computador.

## Tipos de dispositivos
Os dispositivos de armazenamento de estado sólido servem como componentes de armazenamento secundário para sistemas mais complexos, que podem variar de sistemas embarcados e dispositivos portáteis a grandes servidores e sistemas NAS (armazenamento conectado à rede). Como resultado, os dispositivos de armazenamento de estado sólido existem em diferentes capacidades, layouts físicos e dimensões, usando várias interfaces e fornecendo diferentes conjuntos de recursos. [4] Dispositivos de armazenamento em estado sólido menos complexos, como cartões de memória, usam interfaces mais lentas e simples, como a interface SD de um bit ou SPI, enquanto dispositivos de alto desempenho mais sofisticados usam interfaces mais rápidas, como Serial ATA (SATA) ou PCI Express (PCIe) emparelhado com interfaces de dispositivos lógicos, como AHCI ou NVM Express (NVMe).
Os tipos de dispositivos de armazenamento de estado sólido baseados em flash incluem o seguinte:
- MultiMediaCard (MMC) - um tipo de cartão de memória usado em dispositivos portáteis
- Secure Digital (SD) - um tipo de cartão de memória disponível em diferentes variantes, velocidades e tamanhos, amplamente utilizado em dispositivos portáteis
- Unidade de estado sólido (SSD) - um dispositivo de armazenamento de computador disponível em vários fatores de forma, com diferentes interfaces e em várias classes, visando diferentes segmentos de mercado
- Unidade flash USB - dispositivos de armazenamento removíveis e com bolso que fazem interface com USB, disponíveis em várias formas e tamanhos